# Aïn Zana
Aïn Zana est une commune de la wilaya de Souk Ahras en Algérie, située à environ 36 km au nord-est de Souk Ahras.

## Géographie

### Situation
Le territoire de la commune d'Aïn Zana se situe au nord-est de la wilaya de Souk-Ahras.
| Ouled Driss | ? (Tunisie) | Ouled Moumene |
| Ouled Driss | Aïn Zana    | Ouled Moumene |
| Ouled Driss | Khedara     | Ouled Moumene |

### Localités de la commune
La commune d'Aïn Zana est composée de vingt-une localités :
- Aïn El Fernane
- Boumesrane I
- Boumesrane II
- Bourouba I
- Bourouba II
- El Felalis
- El Kheroua I
- El Kheroua II
- El Kherouba
- El Lasnam
- El Megaïz
- El Ramila I
- El Ramila II
- Estah
- Etouta
- Itouffaha
- Mechta Nacer
- Nechaa
- Oum Ezana I
- Oum Ezana II
- Salah Elandar